# Acquaviva Picena

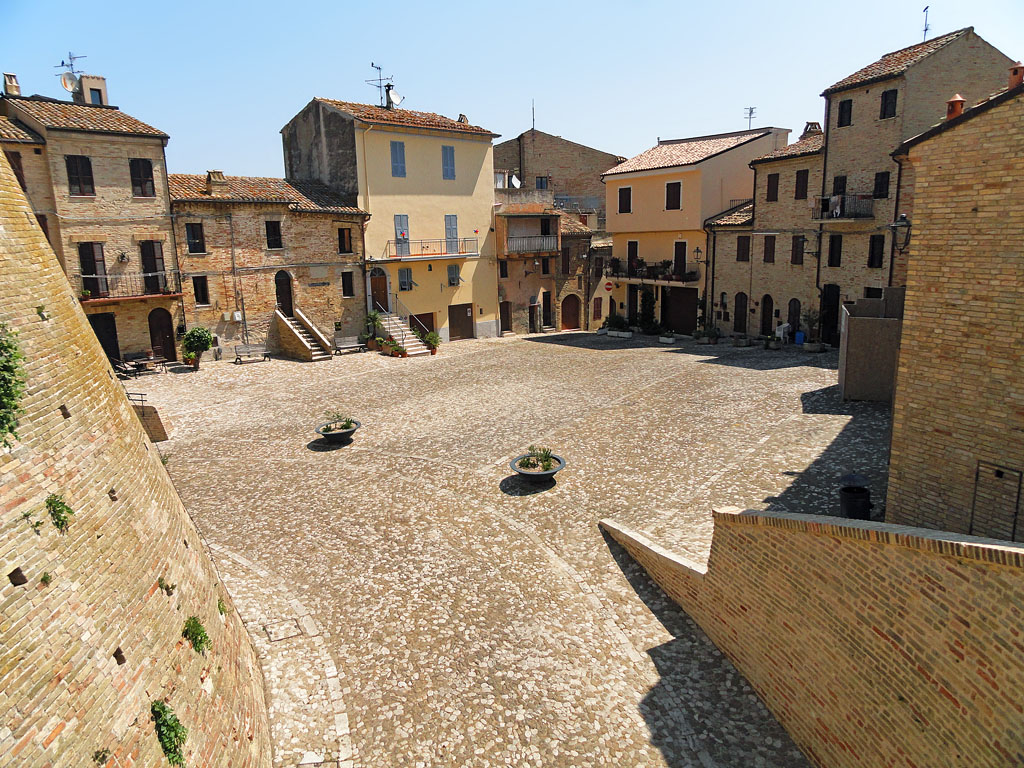
Die Piazza del Forte in Acquaviva Picena

Acquaviva Picena ist eine italienische Gemeinde (comune) mit 3621 Einwohnern (Stand 31. Dezember 2023) in der Provinz Ascoli Piceno in den Marken. Die Gemeinde liegt etwa 22 Kilometer nordöstlich von Ascoli Piceno und etwa 6 Kilometer westlich der Adriaküste.

## Geschichte
Die Festung von Acquaviva wurde im 13. Jahrhundert errichtet. Strategisch günstig wurde unter der Herrschaft der Stadt Fermo der Weg ins Landesinnere kontrolliert.

## Persönlichkeiten
- Amedeo Crivellucci (1850–1914), Historiker und Philologe